# Новиков, Юрий Николаевич (тренер)
Ю́рий Никола́евич Но́виков (28 февраля 1954, Минская область) — советский хоккеист, вратарь. Заслуженный тренер России (2011).

## Хоккейная карьера
С 10 лет занимался хоккеем СДЮШОР «Спартак» (Москва).
В 1973 году — чемпион Европы среди юношей.
В 1972—1977 гг. — выступал за молодёжную сборную СССР.
В 1976—1980 гг. — выступал за команду мастеров «Спартак» (вратарь). В 1976 в составе «Спартака» занял первое место в чемпионате СССР. Также 1976 стал финалистом Кубка Европейских чемпионов.
Окончил Государственный институт физкультуры (г. Москва).

## Тренерская работа
В 1980—1985 гг. — инструктор по хоккею при Всесоюзном совете ДСО Профсоюзов,.
С 10 октября 1985 года по 1988 год — тренер—селекционер команды мастеров «Спартак». 3-е место в чемпионате СССР.
С 1988 года по 2 апреля 1993 года — тренер «Спартака».
С 25 мая 1993 года по 28 августа 1996 года — тренер детской команды «Русь» (Москва), фарм-клуба «Спартак» (Москва).
В 1996 (с 1 сентября) — главный тренер команды «Медвешчак» (Загреб, Хорватия).
С 24 января 1997 года по 5 мая 1998 года — тренер «Крылья Советов»-2 (Москва).
С 18 мая 1998 года по 11 февраля 2000 года — старший тренер «Металлург» (Новокузнецк), 3-е место в чемпионате России.
С 11 февраля по 15 марта 2000 г. — исполняющий обязанности главного тренера «Металлург» (Новокузнецк), с 15 марта по 3 апреля 2000 г. — главный тренер «Металлург» (Новокузнецк).
С 26 апреля 2000 г. по 14 марта 2002 г. — старший тренер «Спартак» (Москва).
С 6 мая 2002 года по 1 июля 2002 года — тренер-селекционер ХК «Мечел» (Челябинск), в июле 2002 года — старший тренер ХК «Мечел» (Челябинск).
С 10 октября 2002 г. по 28 сентября 2003 г. — старший тренер «Химик» (Воскресенск). Проводил вратарские семинары в Италии, семинар тренеров-любителей в Финляндии.
С 13 октября 2003 года по 3 мая 2005 года — старший тренер команды мастеров «Крылья Советов».
С 3 мая 2005 по 22 января 2007 года — главный тренер «Крылья Советов» (Москва).
С 24 апреля 2007 по 12 сентября 2007 года — главный тренер ХК Лада. После проигрыша четырёх матчей подряд на старте чемпионата был отправлен в отставку.
С 1 октября 2007 года по 9 ноября 2007 года — генеральный менеджер ХК «Капитан» (Ступино).
С 9 ноября 2007 года по 2 октября 2008 года — главный тренер «Химик» (Воскресенск).
С 1 июля 2009 года по 7 ноября 2009 года — тренер вратарей ХК «Атлант» (Московская область).
С мая 2011 по сентябрь 2011 — главный тренер ХК «Молот-Прикамье». После проигрыша 5 матчей из 6 на старте сезона отправлен в отставку.
C июля 2012 помощник тренера женской сборной России.